# Torneo Competencia 1948
El Torneo Competencia 1948 fue la décima edición del Torneo Competencia. Compitieron los diez equipos de Primera División. El campeón fue Nacional por tercera vez. La forma de disputa fue de un torneo a una rueda todos contra todos.

## Posiciones
| Puesto | Equipo         | Pts | PJ | PG | PE | PP | GF | GC | Dif |
| ------ | -------------- | --- | -- | -- | -- | -- | -- | -- | --- |
| 1º     | Nacional       | 17  | 9  | 8  | 1  | 0  | 32 | 10 | 22  |
| 2º     | Peñarol        | 14  | 9  | 7  | 0  | 2  | 24 | 8  | 16  |
| 3º     | Defensor       | 10  | 9  | 4  | 2  | 3  | 14 | 15 | -1  |
| 4º     | Danubio        | 10  | 9  | 4  | 2  | 3  | 14 | 16 | -2  |
| 5º     | Central        | 9   | 9  | 4  | 1  | 4  | 12 | 17 | -5  |
| 6º     | River Plate    | 8   | 9  | 3  | 2  | 4  | 15 | 18 | -3  |
| 7º     | Wanderers      | 7   | 9  | 3  | 1  | 5  | 18 | 23 | -5  |
| 8º     | Cerro          | 6   | 9  | 1  | 4  | 4  | 13 | 21 | -8  |
| 9º     | Rampla Juniors | 5   | 9  | 2  | 1  | 6  | 14 | 18 | -4  |
| 10º    | Liverpool      | 4   | 9  | 0  | 4  | 5  | 9  | 19 | -10 |

| Campeón Nacional 3.er título |

## Resultados
| Nacional       | 4-0 | Central        |
| Danubio        | 2-1 | Peñarol        |
| CA River Plate | 1-0 | Defensor       |
| Liverpool      | 1-1 | Cerro          |
| Wanderers      | 2-1 | Rampla Juniors |
| Nacional       | 2-1 | Rampla Juniors |
| Liverpool      | 2-2 | Central        |
| Defensor       | 2-2 | Cerro          |
| Danubio        | 3-1 | CA River Plate |
| Nacional       | 2-1 | CA River Plate |
| Peñarol        | 4-0 | Defensor       |
| Central        | 3-1 | Danubio        |
| Wanderers      | 2-0 | Liverpool      |
| Cerro          | 2-2 | Rampla Juniors |
| Peñarol        | 3-0 | Liverpool      |
| Nacional       | 4-0 | Cerro          |
| Rampla Juniors | 2-1 | Danubio        |
| Defensor       | 4-1 | Wanderers      |
| Central        | 2-0 | CA River Plate |
| Nacional       | 5-1 | Defensor       |
| Peñarol        | 3-2 | CA River Plate |
| Wanderers      | 3-1 | Central        |
| Danubio        | 2-1 | Cerro          |
| Rampla Juniors | 2-0 | Liverpool      |
| Peñarol        | 4-0 | Cerro          |
| CA River Plate | 2-1 | Wanderers      |
| Central        | 3-2 | Rampla Juniors |
| Danubio        | 1-1 | Defensor       |
| Nacional       | 4-2 | Liverpool      |
| Nacional       | 5-1 | Danubio        |
| Peñarol        | 2-0 | Central        |
| CA River Plate | 4-3 | Rampla Juniors |
| Defensor       | 2-1 | Liverpool      |
| Cerro          | 5-3 | Wanderers      |
| Defensor       | 1-0 | Rampla Juniors |
| Danubio        | 2-1 | Wanderers      |
| Nacional       | 2-0 | Peñarol        |
| Liverpool      | 2-2 | CA River Plate |
| Central        | 1-0 | Cerro          |
| Wanderers      | 4-4 | Nacional       |
| Danubio        | 1-1 | Liverpool      |
| Defensor       | 3-0 | Central        |
| CA River Plate | 2-2 | Cerro          |
| Peñarol        | 4-1 | Wanderers      |
| Peñarol        | 3-1 | Rampla Juniors |